# Julia Pacata
Iulia Pacata – córka Juliusza Indusa arystokraty z galijskiego plemienia Trewerów i żona prokuratora Brytanii z lat 61-65 n.e.
Julia Pacata była córką Juliusza Indusa, galijskiego arystokraty z plemienia Trewerów z I w n.e., który pomógł stłumić powstanie w Galii w 21 n.e. Poślubiła Gajusza Juliusza Alpinusa Klassycjanusa, prokuratora rzymskiej Brytanii w latach 61-65 n.e. Pochowała męża w 65 n.e. w Londinium (obecnie Londyn). Nagrobek Klassycjanusa po rekonstrukcji jest eksponowany w British Museum.